# Tim Matavž
Tim Matavž (nascut el 13 de gener de 1989, a Šempeter pri Gorici) és un futbolista eslovè que juga com a davanter a l'HNK Gorica.

## Trajectòria
Matavž va començar a jugar a futbol quan tenia 6 anys i el seu primer club va ser el NK Bilje. Es va unir al ND Gorica el 2004. La temporada 2006/07 amb el ND Gorica, va marcar 11 gols en la competició eslovena i va marcar l'únic gol del Gorica en la primera ronda classificatòria de la Copa de la UEFA davant Rabotnički Skopje, en la derrota dels eslovens per 2 gols a 1.
És jugador del FC Groningen des del 30 d'agost de 2007, quan el talentós davanter de divuit anys va signar un contracte per un període de cinc anys. El juny de 2007 es rumorejava que signaria per l'ACF Fiorentina. Però al final va romandre als Països Baixos.
El 26 de setembre de 2007 va marcar quatre gols per al FC Groningen a la Copa KNVB contra el IJsselmeervogels. Va estar cedit amb el FC Emmen fins al gener de 2009, però va tornar a Groningen per problemes de lesions.
El 13 de març de 2009 Matavž va marcar el seu primer gol a l'Eredivisie en una victòria 2-0 sobre el Roda JC.
El 24 de febrer de 2010, Matavž va estendre el seu contracte amb FC Groningen fins al 2012.

## Palmarès
ND Gorica
- Prva liga:

- Finalista: 2006–07